# Vinesauce
Vinesauce（バイヌソース）は、アメリカ合衆国のYouTuber、Twitchストリーマー、音楽家。

## 生い立ち
Vinesauceは、2010年にVinny（ビニー）によってYouTubeのコミュニティチャンネルとして設立された。しかし、ハイライトとマイナークリップのみがアップロードされたため、ストリーミングはYouTubeではなくLivestreamで行われた。時間が経つにつれて、Vinnyは『Vinesauce』というニックネームを採用し、ウェブサイトを作成した。その後、彼の忠実なチャット友達がストリーミングを開始し、彼のチームに加わり、数年のうちに、全員が個別にTwitchに移行した。

## インターネット経歴
Vinnyは長年にわたり、スーパーマリオ64、DOOM、ゼルダシリーズ、Valveゲームなどの多くのレトロゲームをプレイしていた。ゲームのROMデータ破損をリアルタイムで表示することで有名である。彼はまた、ショベルウェアのプレイ、懐かしいコンテンツのマッシュアップを行ったり、AIアートといくつかのPnP(主、ファミコン互換機)。

## Vinesauceチームの会員
現職会員のみ掲載する。
Vinesauce （本名： Vinny)
チームリーダー。彼はピザが大好きだ。彼の好きなゲームはクロノ・トリガー。彼は、スクウェア・エニックスRPGとAAAゲームなどをプレイするのも大好きである。
DORB / Direboar （本名： Jonathan)
英語圏のVTuber。時々コスプレもする。
Fred
米国在住。彼は、メトロイドヴァニアとRPGやをプレイするのも大好きである。現在、数年間にわたって活動を休止している。
Imakuni / Pelikuni （本名： Marisa)
ニュージャージー州在住。今国智昭にちなんだ愛称。彼女は、ポケモンとソニックシリーズなどをプレイするのも大好き。
Limealicious / Laimu （本名： Aisha)
イギリス在住。英語圏のVTuber。彼女はフェレットや他の動物が大好きである。彼女は、AAAゲームなどをプレイするのも大好き。
potato （本名： Darren)
アイルランド在住。
RevScarecrow / Rev （本名： Colin)
テキサス州在住。彼は絵を描くのが大好き。
unjammerjenny （本名： Jen)
彼女は絵を描くのが大好き。ウンジャマ・ラミーにちなんだ愛称。彼女は、RPGとMOBAやをプレイするのも大好きである。数年間にわたって活動を休止している。
Vargskelethor （本名： Joel)
スウェーデン在住。音楽家でもある。任天堂とセガハードの非公式ソフトに焦点を当てたプレイで知られている(外星科技、悍馬小組、Zeminaなど)。時々、彼は面白半分にウイルスでOS(主、Windows)を破壊する。彼の好きなゲームはDwarf Fortress。日本語メディアファン(ゲームセンターCX、北斗の拳など)。

## 音楽
- Red Vox - VinnyとMike(jabroni_mike)共同設立のロックバンド。ジャンルはオルタナティブ・ロック。2015年から活動中、これまでに6枚のアルバムを制作。
  - Scythelord - Joelのヘヴィメタルバンド。

## 影響
VinnyのCNN招待(英語のみ)：
- Trombone Champ[1]
- Placid Plastic Duck Simulator[2]